# Європа (міфологія)
Ця стаття про міфологічний персонаж. Інші значення див. Європа (значення)
Європа (грец. Εὐρώπη) — у давньогрецькій міфології дочка фінікійського царя. Ім'я її ймовірно походить від фінікійського «захід». Згадана в епосі (Іліада, XIV, 321).

## Походження
Всі версії сходяться в тому, що вона була сестрою Кадма, але вказівки на батька розходяться. За однією версією, вона — дочка Фенікса , внучка Агенора; по поету Асію — дочка Фенікса і Перімеди . За іншою, дочка Агенора  і Телефасси; або дочка Агенора і Аргіопи. За рідкісної версії, дочка Тітія.
Європа за Гесіодом - океаніда, дочка Океану і Тетії.

## Викрадення Європи

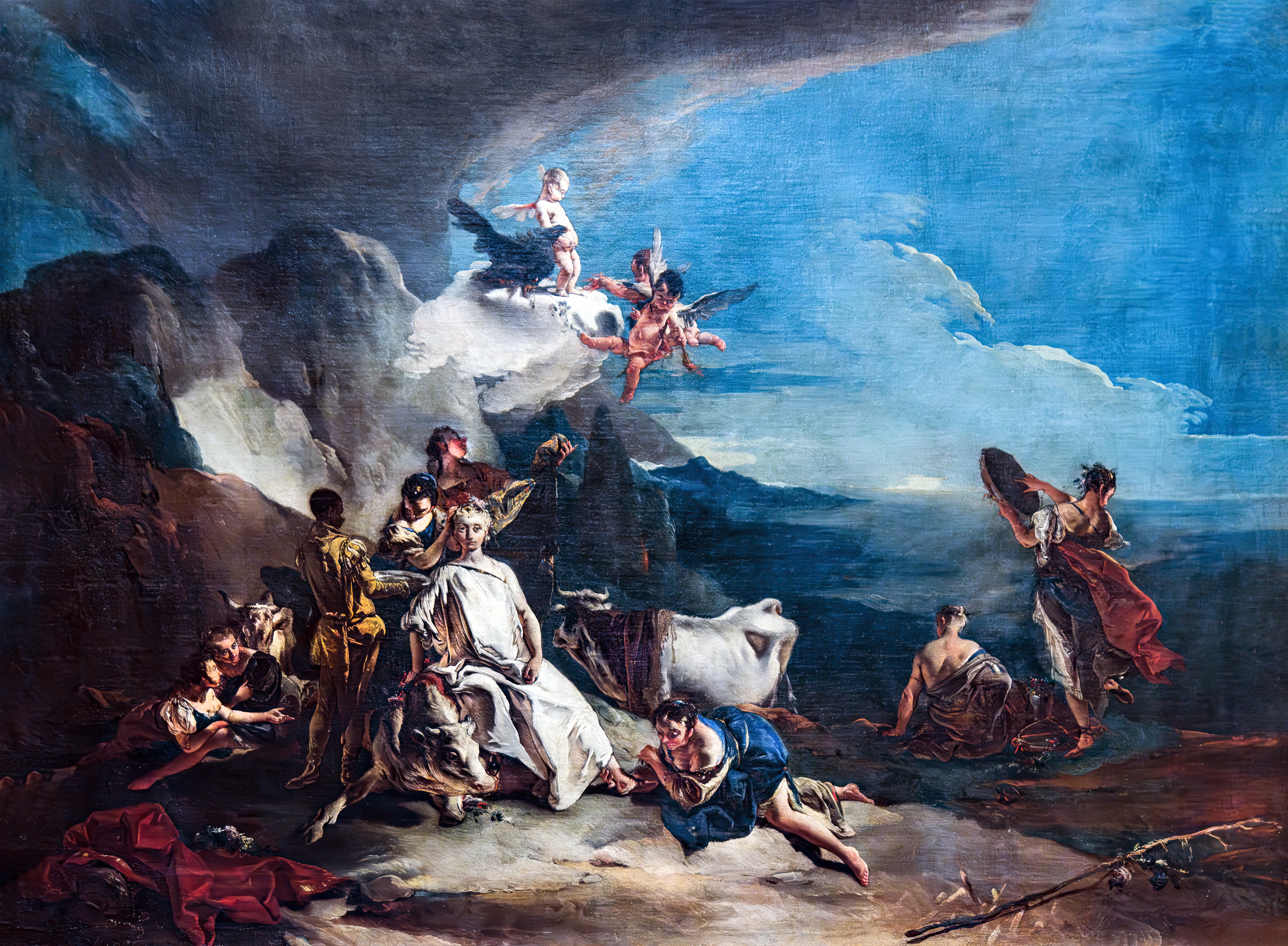
«Викрадення Європи», Джованні Баттіста Тьєполо, 1720/21. Галерея Академії, Венеція

Коли Європа з подругами гралася на березі моря, Зевс у вигляді білого бика викрав її, приніс на острів Крит і зґвалтував. Там Європа народила від Зевса Міноса й Радаманта (за пізнішими переказами, ще й Сарпедона), потім одружилася з бездітним Критським царем Астеріоном, який залишив владу над островом її синам. 
Міф про Європу, без сумніву, містить риси східного зооморфізму, як і міфи про Кадма та Мінотавра. Європу шанували на Криті і в Фівах як тубільне божество. Геродот раціоналізує міф про Європу і вважає, що це фінікійська царівна, яку викрали Критські купці.
Викрадення Європи — улюблений сюжет багатьох митців (Тіціан, Клод Лоррен, Джованні Баттіста Тьєполо, Валентин Сєров та ін.).
Іменем Європи названі супутник Юпітера і астероїд 52 Європа.